# Козій Врх-над-Дравоградом
Козій Врх-над-Дравоградом (словен. Kozji Vrh nad Dravogradom) — поселення в общині Дравоград, Регіон Корошка, Словенія. Висота над рівнем моря: 888,1 м.